# Club Deportivo Portugués
Ne doit pas être confondu avec Portuguesa FC.
Le Club Deportivo Portugués est un club vénézuélien de football basé à Caracas.

## Histoire
Au tout début de l'ère professionnelle du football vénézuélien, les principaux clubs du pays étaient d'origine européenne, en majorité du Portugal, d'Italie et d'Espagne, en liaison avec les nombreux migrants européens. Ainsi sont nés durant cette période, outre le Deportivo Portugués, le Deportivo Español ou encore le Deportivo Italia. 
Le Deportivo prend part pour la première fois au championnat professionnel lors de la saison 1958, qu'il remporte en terminant en tête du classement final, devant le Deportivo Español, avec également dans ses rangs René Irazque, sacré le meilleur buteur de la compétition. La saison suivante est terminée au deuxième rang et en 1960, le club est à nouveau sacré, après avoir battu le Deportivo Español lors de la finale nationale. Un troisième titre s'ajoute au palmarès lors de la saison 1962. Le dernier titre de champion est remporté en 1967, avec également le titre de meilleur buteur pour Joao Ramos. 
À partir de 1969, les résultats du club sont nettement moins bons, mais, protégés par l'absence de relégation, le club parvient tout de même à se maintenir parmi l'élite. Le dernier titre du club est une Copa Venezuela, remportée en 1972. En 1976, le club finit à la troisième place du classement, derrière Portuguesa FC et Estudiantes de Mérida. Les résultats sont plus ou moins bons en fonction des années et le club connaît sa première relégation à l'issue de la saison 1982. Il ne reste qu'une saison en Segunda A et remonte pour disputer la saison 1984, qui marque la dernière apparition du Deportivo parmi l'élite du pays. À l'issue de la compétition, le club disparaît, voyant la majorité des joueurs et l'entraîneur partir pour le Maritimo Caracas, un autre club de la ville, également d'origine portugaise. 
Le titre remporté en 1967 a permis au Depor de participer à la Copa Libertadores 1968, où il passe le premier tour, mais se fait ensuite éliminer au deuxième tour de poules.

## Palmarès
- Championnat du Venezuela :
  - Professionnel : 1958, 1960, 1962, 1967

- Coupe du Venezuela :
  - Vainqueur : 1959, 1972
  - Finaliste : 1960